# Дівча з буксира
«Дівча з буксира» (рос. «Девчонка с буксира») — український радянський короткометражний художній фільм 1965 року режисера Марка Толмачова, лірична кіноновела про кохання. Дипломна робота сценариста, режисера, двох операторів і акторів. 

## Сюжет
Дівчина Лінка збирається вийти заміж. Весілля організовується на буксирі, де вона працює матросом. Але її кидає наречений. Засмучену Лінку втішає матрос, що проходив повз і його приймають за нареченого…

## У ролях
- Ірина Савченко — Лінка, матрос
- Станіслав Чекан — Сан Санич, боцман
- Георгій Третьяков (в титрах — Євген)
- Анатолій Іванов
- Михайло Абрамов
- Олексій Кузьмін
- Ігор Максимов
- Марк Толмачов
- Костянтин Захаров

## Творча група
- Сценарист: Микола Гібу
- Режисер-постановник: Марк Толмачов
- Оператори-постановники: Фаїна Фельдман, Микола Ільчук
- Композитор: Юрій Буцко
- Художник-постановник: Сергій Жаров
- Звукооператор: Володимир Курганський
- Асистент оператора: А. Тафель
- Редактор: І. Воробйов
- Режисер монтажу: Т. Римарьова
- Художник по костюмах: Н. Акімова
- Директор картини: З. Хмель